# موتور خطی لوله‌ای
موتور خطی لوله‌ای (انگلیسی: Tubular linear motor) نوعی موتور الکتریکی است که برای کار از آهنربای دائم استوانه‌ای استفاده می‌کند.